# Melaleuca acacioides
Melaleuca acacioides är en myrtenväxtart som beskrevs av Ferdinand von Mueller. Melaleuca acacioides ingår i släktet Melaleuca och familjen myrtenväxter. Inga underarter finns listade i Catalogue of Life.